# Єхни
Єхни (рос. Ехны) — присілок Велізького району Смоленської області Росії. Входить до складу Сітьковського сільського поселення.
Населення — 87 осіб (2007 рік) .

## Релігійне життя
Мешканці присілку належали до Маклоковського православного приходу церкви Святої Трійці.